# Hindlahalli, Arkalgud
Hindlahalli là một làng thuộc tehsil Arkalgud, huyện Hassan, bang Karnataka, Ấn Độ.